# قلعه سارو (کوچک)
قلعه سارو (کوچک) مربوط به دوران‌های تاریخی پس از اسلام است و در ۱۵ کیلومتری شمال شرق سمنان به طرف دامغان واقع شده و این اثر در تاریخ ۲۵ اسفند ۱۳۸۰ با شمارهٔ ثبت ۵۶۷۲ به‌عنوان یکی از آثار ملی ایران به ثبت رسیده‌ است.